# Aarhus Jazz Orchestra

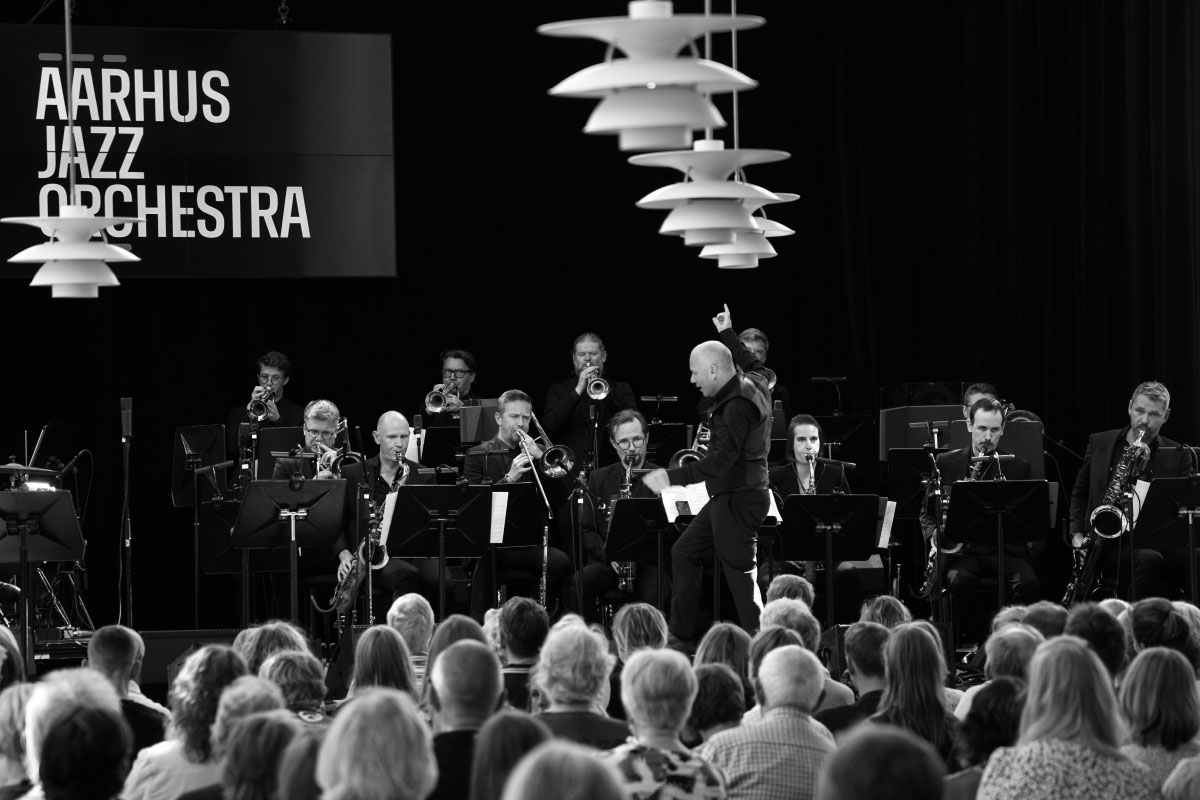
Aarhus Jazz Orchestra (2020)

Das Aarhus Jazz Orchestra ist eine dänische Big Band des Modern Jazz, die von Aarhus aus operiert. Die Formation ist 2012 aus Klüvers Big Band hervorgegangen.

## Geschichte
Jens Klüver gründete 1977 in Aarhus mit jungen Musikern eine Bigband, die zunächst als Bred Ymer, bald aber als Klüvers Big Band fungierte. Zunächst eine Amateurbigband, gelang es, ein professionelles Niveau zu entwickeln und immer wieder in Skandinavien mit amerikanischen oder skandinavischen Gastsolisten wie Mulgrew Miller, John Scofield oder Kurt Elling auf Tournee zu gehen. Das Orchester wurde bis 2012 vom Gründer geleitet. Die Band, die zahlreiche Alben einspielte, nahm dann den Namen Aarhus Jazz Orchestra an; sie wurde dann zunächst von Lars Møller geleitet und hat aktuell unterschiedliche Gastdirigenten wie Kathrine Windfeld oder Dafnis Prieto. 

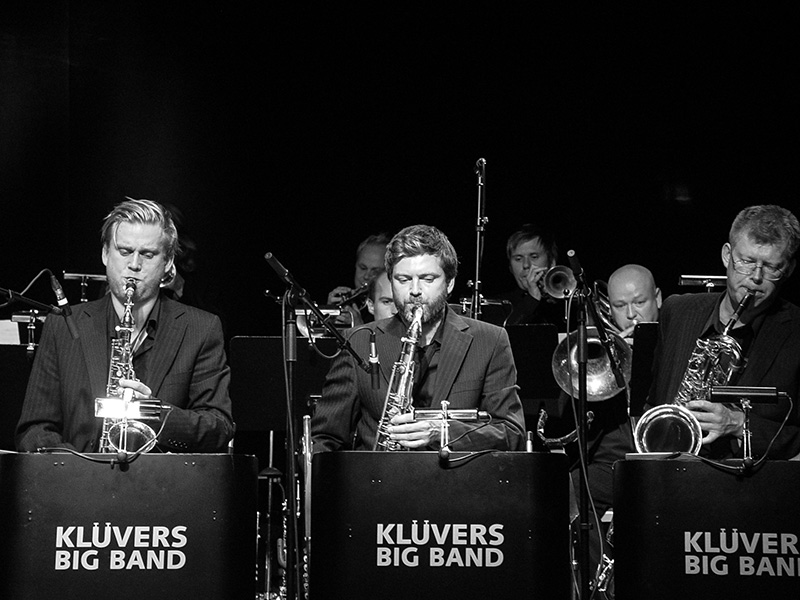
Klüvers Big Band

2001 holte Butch Lacy das Orchester zu einem Werk, das er anlässlich der 800-Jahr-Feier des Doms zu Aarhus schrieb. 2012 trat die Formation gemeinsam mit dem Cologne Contemporary Jazz Orchestra beim Spot Festival in Aarhus sowie beim Klaeng Festival in Köln auf. Im selben Jahr beteiligte der dänische Komponist und Trompeter Jakob Buchanan, der der Bigband angehört, den Klangkörper an der Aufführung seines Buchanan Requiem, dessen Aufnahme 2016 bei den Dänischen Musikpreisen als Jazzveröffentlichung des Jahres ausgezeichnet wurde.

## Besetzung
Dem Orchester gehörten 2017 folgende Musiker an:
- Trompeter: Jan Lynggaard Sørensen, Jakob Buchanan
- Posaunisten: Henrik Resen, Niels Nørgaard
- Saxophonisten: Johan Toftegaard Knudsen, Michael Bladt, Michael Olsen
- Rhythmusgruppe: Morten Lund (Schlagzeug)

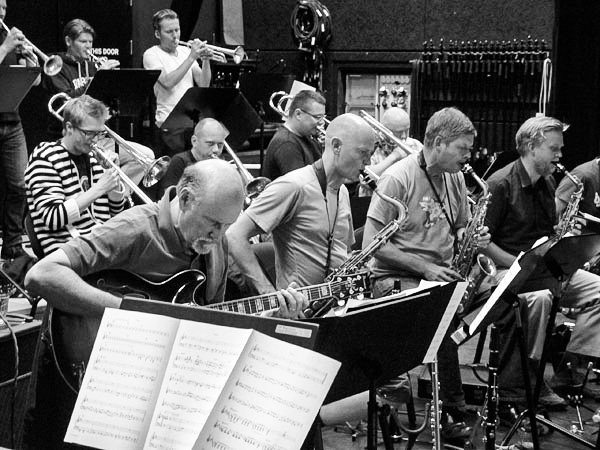
John Scofield (vorne links) mit der Formation (2011)

## Diskographie
- Teitur & Aarhus Jazz Orchestra Songs from a Social Distance (Stunt, 2022)[4]
- Kalaha + Hilal Kaya with Aarhus Jazz Orchestra: Tutku (2022)
- Girls in Airports & Aarhus Jazz Orchestra: Leap (2021)
- Signe Bisgaard & Laura Rathschau: Danse Macabre (2020)
- I Think You’re Awesome, Aarhus Jazz Orchestra, Signe Bisgaard: The Kiss Your Darlings Suite
- Lars Møller & Aarhus Jazz Orchestra featuring Danish Sinfonietta: Glow of Benares (2018)
- Live Foyn Friis With Aarhus Jazz Orchestra (2017)
- Aarhus Jazz Orchestra & Claus Waidtløw Apples for Adam (2016, mit Adam Nussbaum)
- Plays Kraftwerk (2016)
- Jakob Buchanan Buchanan Requiem (2015)
- ReWrite of Spring (2015, mit Dave Liebman und Marilyn Mazur)
- Mulgrew Miller & Klüvers Big Band Grew’s Tune (2012)
- Veronica Mortensen I’m the Girl
- Hot House - Thilo Meets Mackrel (2009, mit Jesper Thilo und Dennis Mackrel)
- Otto Brandenburg Galla Memorial (2008)
- I Had a Ball - Greatest & More (2007)
- Love Being Here
- Klüvers Big Band Featuring Hans Ulrik Other People Other Plans (2005)
- Klüvers Big Band with Matt Harris Reflections
- Klüvers Big Band Featuring Byron Stripling & Dennis Mackrel Better Believe It
- Good Times
- Go Global (2000)
- Sikke Noget Vrøvl (2000, mit 750 Schülern aus zehn dänischen Schulen)
- Klüvers Big Band Featuring Vince Herring Tribute to Duke (1999)
- Klüvers Big Band Featuring Bob Rockwell, Kjeld Lauritsen Silver Street (1998)
- Klüvers Big Band Featuring Deborah Brown Live in Tivoli (1997)
- Klüvers Big Band Featuring Carmen Bradford Count On It (1995)
- Klüvers Big Band Featuring Finn Ziegler & Jesper Thilo The Heat's On (1994)
- Band Plays Butch Lacy: Jasmine (1993)